# Victor Joseph Delcambre
Pour les articles homonymes, voir Delcambre (homonymie).
Le Vicomte Victor-Joseph Delcambre, baron de Champvert, né le 10 mars 1770 à Douai dans le Nord et mort le 23 octobre 1858 à Paris, est un général français de la Révolution et de l’Empire. Il est le chef d’état-major du Ier corps de l’armée du Nord commandé par le général Drouet d'Erlon en 1815.

## Biographie

### Sous la Révolution et le Consulat
Il s’engage comme grenadier au 9e bataillon de volontaires du Nord dès le début de la Révolution française le 26 septembre 1792. Son unité est à l’armée du Nord. En 1792, il prend vite du galon : il est caporal le 1er octobre, sergent le 7 octobre et sergent-major le 8. Le 12 mai 1793, il devient sous-lieutenant. Il sert à l’affaire du Cateau et à l'attaque de nuit des redoutes qui couvraient la route de Mons, devant Maubeuge, et reçoit dans cet engagement un coup de feu au pied droit. Il passe à l’armée de la Moselle fin 1793. Il est nommé adjoint aux adjudants généraux le 25 décembre 1793. Il sert aux combats de Dinant et de Neufchâteau, puis au siège de Charleroi et à bataille de Fleurus le 26 juin 1794. 
Il est au combat de Nivelles, puis à la bataille de la Roër le 2 octobre. Il se trouve également à la bataille de Julien et est blessé d’un éclat de bombe à la jambe gauche au siège de Maastricht le 4 novembre 1794. Il sert au passage du Rhin le 6 septembre 1795 avant d'être nommé lieutenant le 3 avril 1796. Il est aux combats de Sulzbach le 17 août et de Wolfering le 20 août. Il est au 2e passage du Rhin et à la bataille de Neuwied le 18 avril 1797 et est nommé capitaine le 5 octobre 1797. Nommé adjoint à l’état-major général de l’armée de Mayence le 4 juillet 1798, Delcambre est aide de camp du général Grenier à partir du 30 août 1798 et le suit en Italie. Il est à Centalo le 28 octobre 1799. Il est blessé à Genola le 4 novembre, et nommé provisoirement chef de bataillon par le Général en chef Championnet à cette date, puis confirmé dans le grade le 23 avril 1800.

### Consulat et Empire
Il sert à l’armée du Rhin entre 1800 et 1801. Il est à Hohenlinden le 3 décembre 1800, puis en Italie de 1805 à 1809. Il est promu adjudant commandant le 30 mai 1809. Il se signale à la prise du fort de Malborghettooù il fit prisonnier le Général Campoverde (fait décisif dans la prise du Fort, puis à Wagram le 6 juillet. Il est nommé colonel du 23e léger le 9 juillet 1809, et fait chevalier de l'ordre de la Couronne de fer d'Autriche. Il obtient une dotation de 4 000 francs de rente annuelle sur le département de Rome le 15 août 1809. Il est fait baron de Champvert et de l'Empire le 4 juin 1810 (nom donné en référence au Général Campoverde. Delcambre sert en Valais, puis à l'armée de Catalogne de 1810 à 1811. Il sert sous les ordres du général Baraguey d’Hilliers au combat devant Figuières le 3 mai 1811, puis au siège du fort de Figuières qui capitule le 17 août. Il est ensuite sous Decaen au combat d'Altafulla le 24 janvier 1812, puis à Mataró, Casa Massana, au col Sainte-Christine et au Mont Serrat.
Delcambre est nommé colonel-major du 5e régiment de voltigeurs de la Jeune Garde le 24 janvier 1813 avec lequel il sert en Saxe en 1813. Il est général de brigade commandant la 1re brigade de la 40e division d’infanterie du général Thiébault au 13e corps de la Grande Armée sous Davout le 23 juillet 1813. Il commande l’avant-garde du 13e corps le 1er août. Il défend le pont de Baken, sur le canal de Stecknitz, avec quatre compagnies du 30e de ligne contre 2 000 Russes, auxquels il fait éprouver de lourdes pertes. Il sert devant Hambourg au combat du 9 février 1814. Pendant ce temps, les événements se précipitent : Paris capitule, et bientôt, Louis XVIII fait son entrée dans la capitale. Delcambre arrive le lendemain, porteur de l'acte par lequel le 13e corps annonce son adhésion au rétablissement des Bourbons en mai 1814.

### D'une Restauration à l'autre
Il est fait chevalier de Saint-Louis le 29 juillet 1814, et mis en non-activité le 1er septembre 1814. Il est attaché au 2e Corps de l’armée du duc de Berry le 17 mars 1815. Il est chef d’état-major du général Drouet d’Erlon au Ier corps de l’armée du Nord le 23 avril 1815 et sert à la bataille de Waterloo le 18 juin. Nommé commandant du département de la Meuse, que les Prussiens occupent le 7 février 1816, il est chevalier de 3e classe de l’ordre de l'Aigle rouge de Prusse le 3 septembre 1817. Il commande ensuite la 1re subdivision (Marne) de la 2e division militaire le 21 avril 1820. Il est fait vicomte le 20 février 1824. Il commande depuis 1820 à Châlons-sur-Marne lorsque le roi Charles X, vient se faire sacrer à Reims. Le général Delcambre préside à l'établissement du camp formé aux environs de la ville et reçoit à cette occasion la croix de grand officier de la Légion d'honneur le 23 mai 1825. 
Mis en disponibilité le 1er janvier 1829, il est fait inspecteur général d’infanterie pour 1829 dans la 16e division militaire le 6 mai 1829. Il est commandant de la 1re subdivision (Bas-Rhin) de la 5e division militaire le 25 avril 1830, puis mis en disponibilité le 6 août 1830. Il est compris comme disponible dans le cadre d’activité de l’état-major général le 22 mars 1831 et est admis à la retraite le 11 juin 1832. Le nom du général Delcambre est inscrit au côté Nord de l’Arc de Triomphe de l’Étoile.

### Famille et descendance
Sa famille originaire de Douai remonte à Jean-Martin Delcambre (1703-1778) qui épousa Catherine Léger en 1724 dont il eut 4 enfants, dont Jacques Joseph (1726-1810), marchand fripier et marié à Marie-Françoise Chevalier (1728-1817) dont Victor Joseph est le cinquième enfant.
Il se maria le 17/12/1801 à Paris avec Charlotte Sophie Gayard, fille de Charles Gayard, procureur au Châtelet. Ils eurent trois enfants :
- Charles François Joseph, dit Joseph (16/09/1802-24/04/1848), polytechnicien, docteur en droit et sciences, professeur à la faculté de Strasbourg, célibataire mort sans postérité.
- Charles François Joseph (11/05/1811-19/06/1811).
- Marie-Victoire (18/07/1812-09/12/1902), mariée le 2 février 1835 au baron Armand Duchaussoy (21/01/1796-26/06/1884) qui eurent trois enfants : Marie (1836-1860), Léon (1839-1902) dont un petit-fils - le baron Jacques Duchaussoy - releva le nom de "Delcambre de Champvert" en 1967, et Alfred (1844-1898).

## Armoiries
| Figure | Blasonnement |
|        | Armes du baron de Champvert et de l'Empire Coupé d'argent sur azur, au lion de l'un en l'autre, tenant une épée de gueules ; au canton des Barons militaires de l'Empire brochant,. Livrées : bleu, blanc, rouge. |